# يوهان بيتر زالومون
يوهان بيتر زالومون (بالألمانية: Johann Peter Salomon)‏ هو قائد فرقة موسيقية ‏ وعازف كمان وملحن ألماني، ولد في 20 فبراير 1745 في بون في ألمانيا، وتوفي في 25 نوفمبر 1815 في لندن في المملكة المتحدة.

## وصلات خارجية
- يوهان بيتر زالومون على موقع ميوزك برينز (الإنجليزية)
- يوهان بيتر زالومون على موقع أول ميوزيك (الإنجليزية)
- يوهان بيتر زالومون على موقع ديسكوغز (الإنجليزية)